# Zarah Sultana
Zarah Sultana (Birmingham, 31 ottobre 1993) è una politica britannica, membro del Parlamento britannico per il Collegio di Coventry South.

## Biografia
Nata da una famiglia musulmana di origine pakistana, suo nonno è emigrato dall'Azad Kashmir a Birmingham negli anni sessanta, è cresciuta con le sue tre sorelle nel quartiere di Lozells.
Ha frequentato la Holte School, una scuola comunitaria, per poi passare alla King Edward VI Handsworth Grammar school il sesto anno. Si è iscritta al Partito Laburista nel 2011, mentre studiava per gli A-level, in seguito alla decisione del governo di triplicare le tasse universitarie passando da tremila a novemila sterline l'anno.
Si è poi iscritta all'Università di Birmingham dove ha studiato relazioni internazionali ed economia. Mentre era all'università, è stata eletta nei Consigli esecutivi nazionali di Young Labour e della National Union of Students.  Nel 2018 è stata funzionaria in parlamento per il gruppo Muslim Engagement and Development.
Alle elezioni per il parlamento europeo del 2019 viene candidata dal Partito Laburista al quinto posto nella circoscrizione delle West Midlands senza essere eletta. Nell'ottobre dello stesso anno viene scelta come candidata laburista del collegio di Coventry South alle Elezioni generali del 2019, venendo eletta con un margine di 401 voti. Durante la campagna per le elezioni era stata al centro di numerose polemiche, dopo che i media avevano diffuso un suo post su Twitter risalente al 2015 in cui annunciava che avrebbe festeggiato il giorno in cui sarebbero morti Tony Blair, Benjamin Nethanyahu e George W. Bush.
È stata rieletta in parlamento alle elezioni generali del 2024, stavolta con una maggioranza di oltre diecimila voti.
Nel luglio 2024 il whip la sospende dal partito per sei mesi assieme ad altri sette parlamentari laburisti, per aver votato a favore di un emendamento proposto dal Green Party che toglieva il limite ai sussidi per i figli nati oltre il secondo.
Il 3 luglio 2025 ha abbandonato il partito Laburista, annunciando l'intenzione di voler formare un nuovo partito assieme a Jeremy Corbyn.